# Perrus
Perrus war ein antiker römischer Toreut (Metallhandwerker), der in der zweiten Hälfte des 1. Jahrhunderts wahrscheinlich in Gallien tätig war.
Perrus ist heute nur noch aufgrund seines auf einer Bronzekasserolle erhaltenen Signaturstempels bekannt. Diese wurde in Saarburg gefunden und befindet sich heute im Rheinischen Landesmuseum in Trier. Die (aufgelöste) Signatur lautet lateinisch PERRVS F(ECIT), Perrus macht (es).

## Einzelbelege
1. ↑  wohl Inventarnummer 77; Richard Petrovszky: Studien zu römischen Bronzegefäßen mit Meisterstempeln. Leidorf, Buch am Erlbach 1993, S. 286, Nr. P.04.01; CIL 13, 10027,034

| Personendaten    | Personendaten                              |
| ---------------- | ------------------------------------------ |
| NAME             | Perrus                                     |
| KURZBESCHREIBUNG | antiker römischer Toreut                   |
| GEBURTSDATUM     | 1. Jahrhundert v. Chr. oder 1. Jahrhundert |
| STERBEDATUM      | 1. Jahrhundert oder 2. Jahrhundert         |